# Fantasia sobre un tema de Thomas Tallis
Fantasia sobre un tema de Thomas Tallis (títol original en anglès Fantasia on a Theme by Thomas Tallis) és una composició per a orquestra de cordes composta el 1910 pel compositor britànic Ralph Vaughan Williams. S'estrenà el novembre de 1910 a la catedral de Gloucester sota la direcció del compositor. Va ser revisada el 1913 i 1919. És una de les obres més conegudes d'aquest compositor.

## Història i primera actuació
Vaughan Williams no va aconseguir un gran reconeixement a principis de la seva carrera com a compositor, però el 1910, a finals dels seus trenta anys, estava guanyant fama. En aquell any, el Three Choirs Festival li va encarregar una obra, que s'estrenava a la catedral de Gloucester⁣; això va suposar un impuls considerable a la seva posició. Va compondre el que el seu biògraf James Day anomena "sen dubte la primera obra de Vaughan Williams que és reconeixible i inconfusiblement seva i de ningú més". Es basa en una melodia del compositor anglès del segle xvi Thomas Tallis, que Vaughan Williams havia trobat mentre editava l'⁣Himnat anglès, publicat el 1906. Vaughan Williams va dirigir l'⁣Orquestra Simfònica de Londres en la primera interpretació de la Fantasia, com a primera part d'un concert a la catedral de Gloucester el 6 de setembre de 1910, seguida de The Dream of Gerontius d'⁣Elgar, dirigida pel seu compositor.

## Música

### Tema

Primers compassos del tema de Tallis

Com moltes de les altres obres de Vaughan Williams, la Fantasia es basa en la música del Renaixement anglès. La melodia de Tallis és en el mode frigi, caracteritzat per intervals de segona, tercera, sisena i setena bemoll; el patró es reprodueix tocant les notes blanques del piano començant per mi.
El tema de Tallis va ser una de les nou cançons que va escriure per al Saltiri de 1567 de l'⁣arquebisbe de Canterbury, Matthew Parker. Era un escenari de la versió mètrica de Parker del Salm 2, que a la versió de la Bíblia del rei Jaume comença: "Per què els pagans s'enfaden i la gent s'imagina una cosa vana?".
Segons el seu biògraf Michael Kennedy, Vaughan Williams va arribar a associar el tema de Tallis amb l'al·legoria cristiana de John Bunyan, The Pilgrim's Progress, tema pel qual el compositor va tenir una fascinació tota la vida; va utilitzar la melodia el 1906 en la música incidental que va compondre per a una versió escènica del llibre. Per a l'Himnar, va adaptar la melodia com a escenari de l'himne de Joseph Addison "Quan s'aixeca del llit de la mort".

### Fantasia
La paraula "Fantasia" fa referència a una elaboració lliure en forma de variacions de la melodia principal. Segons Frank Howes, en el seu estudi de les obres de Vaughan Williams, es referia al precursor de la fuga del segle XVI "en el fet que s'enuncia un tema que és recollit per altres parts, després abandonat a favor d'un altre, que el tracta d'una manera semblant". La fantasia de Vaughan Williams es basa però no segueix estrictament aquest precepte, que conté seccions en què el material està interrelacionat, encara que amb poca escriptura totalment imitativa, i una antifonia amb preferència al ressò contrapuntístic dels temes.
La Fantasia està escrita per a orquestra de corda doble amb quartet de corda, utilitzant l'antifonia entre els tres conjunts col·laboradors. L'Orquestra I és el cos principal de cordes; L'Orquestra II és més petita. La partitura publicada no estipula el nombre de músics de l'Orquestra I; L'Orquestra II consta de dos primers violins, dos segons, dues violes, dos violoncels i un contrabaix. La marca del metrònom del compositor indica un temps de reproducció d'11½ minuts, però en les actuacions enregistrades la durada ha variat entre 12 m 40 s (Dmitri Mitropoulos, 1958) i 18 m 12 s (Leonard Bernstein, 1976), amb un temps més típic d'entre 15 i 16½ minuts.
La peça s'estructura amb una introducció, una declaració d'obertura dels temes (la melodia de l'himne original de Tallis dividida en les seves quatre frases constitutives i intercalada amb un motiu d'"acord oscil·lant"), quatre episodis (explorant diferents variacions d'aquests temes i diferents veus a través dels tres conjunts), i després una reafirmació dels temes i una coda.
La introducció comença en si bemoll major amb els tres grups tocant junts, ppp molto sostenuto per a dos compassos de temps 4/4 abans de passar a 3/4 i les cordes baixes que pinten indicis de les dues primeres frases del tema de Tallis intercalades amb el motiu del balanceig inclinat. Kennedy descriu la introducció com "inquietantment poètica abans d'escoltar la seva primera declaració completa en l'harmonització de quatre parts de Tallis". Howes comenta que "una frase d'acords oscil·lants" després de la declaració inicial del tema "actua com una mena de tornada recurrent" al llarg del cos principal de la peça.
A la declaració d'obertura del tema complet, a partir del compàs 15, les dues orquestres i el quartet de solistes s'uneixen. Les dues primeres frases de Tallis i el motiu del balanceig són tocats pels segons violins, violes i violoncels continuant en una secció a 6/8 en mode frigi per a la tercera i quarta frase del tema de Tallis. Els primers violins s'uneixen per a una reafirmació de la quarta frase. Al compàs 30, la signatura de temps torna a canviar a 3/4 i la música arriba al clímax. Schwarts diu: "Hi ha molta parada doble d'octava (cada músic de corda toca dues notes alhora), una dinàmica més alta i una marca <i>appassionato</i> després de tot!" La declaració acaba desapareixent en 6/8, morint amb una textura que recorda els dos compassis de l'obertura.
En el primer episodi, les dues orquestres es divideixen, la clau canvia a do major i la signatura de temps (però no el pols de la música) canvia ràpidament. La secció utilitza la segona i la tercera frases de Tallis alternant amb el motiu del balanceig.
La viola solista inicia el segon episodi amb una variació de la tercera frase de Tallis en mi frígi marcada Poco più animato. S'incorporen els altres tres membres del quartet, seguits de les dues orquestres, mentre “el quartet de corda continua la seva meditació polifònica”.
El tercer episodi explora el motiu del balanceig. El quartet i l'orquestra I toquen junts, contrastant amb l'orquestra II, i movent poco a poco animando a un crescendo a fortissimo. El clímax és en 5/8. Això es redueix a un "resplendor posterior" pianissimo.
En el quart i més breu episodi, marcat per molto adagio, el motiu del balanceig està fragmentat. Schwartz el descriu com "el nucli del cor profund de tota la peça: un miracle de la imaginació".
La música torna al temps original i a la clau per a la reafirmació. Els temes tornen una vegada més a ser tocats per les cordes baixes i després represos pel violí sol i la viola, mentre que les orquestres reunides proporcionen un "llit de so".
En l'anàlisi de Howes, "a manera de coda el violí solista s'eleva i l'obra acaba amb un acord de sol major".
Vaughan Williams va revisar l'obra dues vegades: primer el gener de 1913 (per a la primera actuació a Londres), i després de nou l'abril de 1919, fent-la més concisa cada vegada, restant un total d'uns dos minuts del temps de reproducció original de 1910.

## Recepció
L'estrena de la Fantasia va rebre una benvinguda generalment càlida, amb algunes excepcions: Herbert Brewer, l'organista de la catedral de Gloucester, la va descriure com "una obra estranya i boja d'un estrany company de Chelsea". El crític del Musical Times va dir: "És una obra greu, que mostra poder i molt d'encant de tipus contemplatiu, però sembla llarg per al tema". Altres comentaris van ser més entusiastes. El crític de The Daily Telegraph va elogiar el domini de l'efecte de corda de Vaughan Williams i va afegir que, tot i que l'obra podria no agradar a alguns a causa de la seva "aparent austeritat", era "extremadament bella per a aquells que tenen orelles per a la millor música de totes les edats". A The Manchester Guardian, Samuel Langford va escriure: "La melodia és modal i de sabor antic, mentre que les harmonies són tan exòtiques com les de Debussy... L'obra marca el compositor com un que ha sortit completament de les rodes del lloc comú".
Els oients de la ràdio de música clàssica britànica Classic FM han votat regularment la peça entre els cinc primers del "Hall of Fame" de la ràdio, una enquesta anual de les obres de música clàssica més populars.

## Enregistraments
Encara que la BBC va emetre per primera vegada la Fantasia l'any 1926, i de nou durant la dècada següent, dirigida pel compositor i Arturo Toscanini, no va ser fins al 1936 que l'obra va ser gravada per al gramòfon. La nova companyia Decca el va gravar amb Boyd Neel dirigint la seva orquestra sota la supervisió del compositor el gener de 1936, un conjunt descrit per The Gramophone com un dels discos més destacats de l'any. Des d'aleshores hi ha hagut més d'una cinquantena d'enregistraments d'orquestres i directors de diversos països.
| Any  | Orquestra                                     | Director                   |
| ---- | --------------------------------------------- | -------------------------- |
| 1936 | Boyd Neel Orchestra                           | Boyd Neel                  |
| 1940 | BBC Symphony Orchestra (BBC SO)               | Sir Adrian Boult           |
| 1945 | NBC Symphony Orchestra                        | Arturo Toscanini           |
| 1945 | Minneapolis Symphony Orchestra                | Dimitri Mitropoulos        |
| 1946 | Hallé Orchestra                               | John Barbirolli            |
| 1952 | Philharmonia Orchestra                        | Herbert von Karajan        |
| 1952 | Stokowski Symphony Orchestra                  | Leopold Stokowski          |
| 1952 | New Symphony Orchestra of London              | Anthony Collins            |
| 1953 | New York Philharmonic Orchestra (NYPO)        | Dmitri Mitropoulos         |
| 1957 | Philharmonic Promenade Orchestra              | Boult                      |
| 1958 | NYPO                                          | Dmitri Mitropoulos         |
| 1959 | Philharmonia                                  | Sir Malcolm Sargent        |
| 1960 | Symphony of the Air                           | Leopold Stokowski          |
| 1961 | Vienna State Opera Orchestra                  | Boult                      |
| 1962 | Sinfonia of London                            | Barbirolli                 |
| 1963 | Boston Symphony Orchestra                     | Pierre Monteux             |
| 1963 | Philadelphia Orchestra                        | Eugene Ormandy             |
| 1964 | Morton Gould Orchestra                        | Morton Gould               |
| 1965 | Pittsburgh Symphony Orchestra                 | William Steinberg          |
| 1966 | London Symphony Orchestra (LSO)               | Istvan Kertesz             |
| 1967 | Bournemouth Symphony Orchestra                | Constantin Silvestri       |
| 1968 | Utah Symphony Orchestra                       | Maurice Abravanel          |
| 1970 | LPO                                           | Boult                      |
| 1972 | Academy of St Martin in the Fields (ASMF)     | Neville Marriner           |
| 1973 | LPO                                           | Vernon Handley             |
| 1974 | New Philharmonia                              | Stokowski                  |
| 1974 | LPO                                           | Handley                    |
| 1975 | LPO                                           | Boult                      |
| 1975 | RPO                                           | Stokowski                  |
| 1976 | NYPO                                          | Leonard Bernstein          |
| 1979 | LSO                                           | André Previn               |
| 1980 | City of Birmingham Symphony Orchestra         | Norman Del Mar             |
| 1981 | St Louis Symphony Orchestra                   | Leonard Slatkin            |
| 1983 | ASMF                                          | Marriner                   |
| 1984 | English Symphony Orchestra                    | William Boughton           |
| 1985 | Orpheus Chamber Orchestra                     | —                          |
| 1986 | LPO                                           | Bernard Haitink            |
| 1986 | LPO                                           | Bryden Thomson             |
| 1986 | CBC Chamber Orch                              | Alexander Brott            |
| 1988 | Royal Philharmonic Orchestra (RPO)            | Previn                     |
| 1989 | Israel Philharmonic Orchestra                 | Dalia Atlas                |
| 1989 | RPO                                           | Sir Charles Groves         |
| 1990 | BBC SO                                        | Sir Andrew Davis           |
| 1990 | Royal Liverpool Philharmonic Orchestra (RLPO) | Vernon Handley             |
| 1991 | City of London Sinfonia                       | Richard Hickox             |
| 1991 | London Festival Orchestra                     | Ross Pople                 |
| 1991 | Philharmonia                                  | Leonard Slatkin            |
| 1991 | Consort of London                             | Robert Hayden Clark        |
| 1992 | New Queen's Hall Orchestra                    | Barry Wordsworth           |
| 1997 | LPO                                           | Roger Norrington           |
| 2001 | New Zealand Symphony Orchestra                | James Judd                 |
| 2002 | RPO                                           | Christopher Warren-Green   |
| 2003 | Chamber Orchestra of Europe                   | Douglas Boyd               |
| 2005 | LSO                                           | Rafael Frühbeck de Burgos  |
| 2006 | Atlanta Symphony Orchestra                    | Robert Spano               |
| 2012 | Christ Church Camerata (Newcastle, Australia) | Geza Szilvay, David Banney |
| 2016 | RPO                                           | Pinchas Zukerman           |
| 2017 | Hallé                                         | Sir Mark Elder             |
| 2019 | RLPO                                          | Andrew Manze               |
| 2020 | London Chamber Orchestra                      | Warren-Green               |
| 2020 | Philharmonia Orchestra                        | John Wilson                |
| 2022 | Park Avenue Chamber Symphony                  | David Bernard              |